# Dokchytsy
Dokchytsy (en biélorusse : Докшыцы ; en łacinka : Dokšycy) ou Dokchitsy (en russe : Докшицы ; en polonais : Dokszyce) est une ville de la voblast de Vitebsk, en Biélorussie, et le centre administratif du raïon de Dokchytsy. Sa population s'élevait à 6 827 habitants en 2017.

## Géographie
Dokchytsy est située à 110 km au nord de Minsk et à 158 km à l'ouest de Vitebsk.

## Histoire
La première mention de la localité remonte à l'année 1407.
Au cours de la Grande guerre du Nord (1700-1721), la ville fut incendiée par les Suédois en 1708. En 1793, à l'occasion de la deuxième partition de la Pologne, Dokchytsy fut rattachée à l'Empire russe et obtint le statut de ville. Elle comptait une importante communauté juive qui représentait 76 pour cent de la population recensée en 1897. Elle fut polonaise, sous le nom de Dokszyce, de 1921 à 1939.
Après la signature du pacte germano-soviétique, l'Armée rouge occupa la ville en septembre 1939. Elle fut ensuite annexée par l'Union soviétique, rattachée à la république socialiste soviétique de Biélorussie et fit partie de l'oblast de Vileïka, qui regroupait la partie orientale de l'ancienne voïvodie de Wilno. Le 15 janvier 1940, Dokchytsy reçut le statut de ville et devint un centre de raïon. La ville fut occupée par l'Allemagne nazie lors de l'invasion de l'Union soviétique, le 9 juillet 1941. Les Juifs furent enfermés dans un ghetto créé le 30 septembre 1941. Au cours de la « liquidation » du ghetto, le 29 mai 1942, plus de 2 600 Juifs furent massacrés à l'extérieur de la ville. L'Armée rouge mit fin à l'occupation allemande le 2 juillet 1944.

## Population
Recensements (*) ou estimations de la population :
| 1868  | 1897* | 1921* | 1939* | 1959* | 1970* | 1979* |
| ----- | ----- | ----- | ----- | ----- | ----- | ----- |
| 1 668 | 3 642 | 3 004 | 3 600 | 2 245 | 3 816 | 4 719 |

| 1989* | 2009* | 2013  | 2014  | 2015  | 2016  | 2017  |
| ----- | ----- | ----- | ----- | ----- | ----- | ----- |
| 6 876 | 6 628 | 6 783 | 6 832 | 6 850 | 6 906 | 6 827 |

## Transports
La gare ferroviaire la plus proche se trouve à Parafianovo, à 11 km par la route à l'ouest de Dokchytsy.